# Опукле спряження
Опукле спряження функції — це узагальнення перетворення Лежандра, яке застосовується до неопуклих функцій. Воно відоме також як перетворення Лежандра — Фенхеля або перетворення Фенхеля (за іменами Адрієна-Марі Лежандра та Вернера Фенхеля). Спряження використовується для перетворення задачі оптимізації у відповідну двоїсту задачу, яку, можливо, простіше розв'язати.

## Визначення
Нехай {\displaystyle X} — дійсний топологічний векторний простір і нехай {\displaystyle X^{*}} — двоїстий простір для {\displaystyle X}. Позначимо двоїсту пару через
{\displaystyle \langle \cdot ,\cdot \rangle :X^{*}\times X\to \mathbb {R} .}
Для функції
{\displaystyle f:X\to \mathbb {R} \cup \{-\infty ,+\infty \}} ,
яка набуває значень на розширеній числовій прямій, опукле спряження
{\displaystyle f^{*}:X^{*}\to \mathbb {R} \cup \{-\infty ,+\infty \}}
визначено в термінах супремуму за формулою
{\displaystyle f^{*}\left(x^{*}\right):=\sup \left\{\left.\left\langle x^{*},x\right\rangle -f\left(x\right)\right|x\in X\right\},}
або, еквівалентно, в термінах інфімуму за формулою
{\displaystyle f^{*}\left(x^{*}\right):=-\inf \left\{\left.f\left(x\right)-\left\langle x^{*},x\right\rangle \right|x\in X\right\}.}
Це визначення можна інтерпретувати як кодування опуклої оболонки надграфіка функції в термінах її опорних гіперплощин   .

## Приклади
Випукло спряження афінної функції
{\displaystyle f(x)=\left\langle a,x\right\rangle -b,\,a\in \mathbb {R} ^{n},b\in \mathbb {R} }
дорівнює
{\displaystyle f^{*}\left(x^{*}\right)={\begin{cases}b,&x^{*}=a\\+\infty ,&x^{*}\neq a.\end{cases}}}
Випукло спряження степеневої функції
{\displaystyle f(x)={\frac {1}{p}}|x|^{p},\,1<p<\infty }
дорівнює
{\displaystyle f^{*}\left(x^{*}\right)={\frac {1}{q}}|x^{*}|^{q},\,1<q<\infty }
де {\displaystyle {\tfrac {1}{p}}+{\tfrac {1}{q}}=1.}
Опукле спряження функції абсолютної величини
{\displaystyle f(x)=\left|x\right|}
дорівнює
{\displaystyle f^{*}\left(x^{*}\right)={\begin{cases}0,&\left|x^{*}\right|\leqslant 1\\\infty ,&\left|x^{*}\right|>1.\end{cases}}}
Опукле поєднання показникової функції {\displaystyle f(x)=\,\!e^{x}} дорівнює
{\displaystyle f^{*}\left(x^{*}\right)={\begin{cases}x^{*}\ln x^{*}-x^{*},&x^{*}>0\\0,&x^{*}=0\\\infty ,&x^{*}<0.\end{cases}}}
Опукле спряження і перетворення Лежандра показникової функції збігаються крім того, що область визначення опуклого спряження строго ширша, оскільки перетворення Лежандра визначено лише для додатних дійсних чисел.

### Зв'язок із очікуваними втратами (середня ціна ризику)
Нехай F означає інтегральну функцію розподілу випадкової величини X. Тоді (інтегруючи частинами),
{\displaystyle f(x):=\int _{-\infty }^{x}F(u)\,du=\operatorname {E} \left[\max(0,x-X)\right]=x-\operatorname {E} \left[\min(x,X)\right]}
має опукле спряження
{\displaystyle f^{*}(p)=\int _{0}^{p}F^{-1}(q)\,dq=(p-1)F^{-1}(p)+\operatorname {E} \left[\min(F^{-1}(p),X)\right]=pF^{-1}(p)-\operatorname {E} \left[\max(0,F^{-1}(p)-X)\right].}

### Впорядкування
Конкретна інтерпретація має перетворення
{\displaystyle f^{\text{inc}}(x):=\arg \sup _{t}\,t\cdot x-\int _{0}^{1}\max\{t-f(u),0\}\,\mathrm {d} u,}
як неспадне перегрупування початкової функції f. Зокрема, {\displaystyle f^{\text{inc}}=f} для {\displaystyle f} не спадає.

## Властивості
Опукле спряження замкнутої опуклої функції також є замкнутою опуклою функцією. Опукле спряження поліедральної опуклої функції (опуклої функції з многогранним надграфіком) також є поліедральною опуклою функцією.

### Обернення порядку
Опукле спряження обертає порядок — якщо {\displaystyle f\leqslant g}, то {\displaystyle f^{*}\geqslant g^{*}} . Тут
{\displaystyle (f\leqslant g):\iff (\forall x,f(x)\leqslant g(x)).}
Для сімейства функцій {\displaystyle \left(f_{\alpha }\right)_{\alpha }} це випливає з факту, що супремуми можна переставляти місцями
{\displaystyle \left(\inf _{\alpha }f_{\alpha }\right)^{*}(x^{*})=\sup _{\alpha }f_{\alpha }^{*}(x^{*}),}
та з max–min нерівність
{\displaystyle \left(\sup _{\alpha }f_{\alpha }\right)^{*}(x^{*})\leqslant \inf _{\alpha }f_{\alpha }^{*}(x^{*}).}

### Подвійне спряження
Опукле спряження функції завжди напівнеперервне знизу. Подвійне спряження {\displaystyle f^{**}} (опукле спряження опуклого спряження) є також замкненою опуклою оболонкою, тобто найбільшою напівнеперервною знизу опуклою функцією з {\displaystyle f^{**}\leqslant f} . Для опуклих власних функцій {\displaystyle f=f^{**}} тоді й лише тоді, коли f опукла і напівнеперервна знизу за теоремою Фенхеля ― Моро.

### Нерівність Фенхеля
Для будь-якої функції f та її опуклого спряження{\displaystyle f^{*}} нерівність Фенхеля (відома також як нерівність Фенхеля — Моро) виконується для будь-якого {\displaystyle x\in X} і {\displaystyle p\in X^{*}} :
{\displaystyle \left\langle p,x\right\rangle \leqslant f(x)+f^{*}(p).}
Доведення випливає негайно з визначення опуклого спряження: {\displaystyle f^{*}(p)=\sup _{\tilde {x}}\{\langle p,{\tilde {x}}\rangle -f({\tilde {x}})\}\geqslant \langle p,x\rangle -f(x)} .

### Опуклість
Для двох функцій {\displaystyle f_{0}} і {\displaystyle f_{1}} та числа {\displaystyle 0\leqslant \lambda \leqslant 1} виконується
{\displaystyle \left((1-\lambda )f_{0}+\lambda f_{1}\right)^{*}\leqslant (1-\lambda )f_{0}^{*}+\lambda f_{1}^{*}} .
Тут операція {\displaystyle {*}} — це опукле відображення в себе.

### Інфімальна конволюція
Інфімальна конволюція двох функцій f і g визначається як
{\displaystyle \left(f\Box g\right)(x)=\inf \left\{f(x-y)+g(y)\,|\,y\in \mathbb {R} ^{n}\right\}.}
Нехай f1, …, fm — правильні опуклі напівнеперервні знизу функції на {\displaystyle \mathbb {R} ^{n}}. Тоді інфімальна конволюція опукла і напівнеперервна знизу (але не обов'язково буде правильною функцією)  і задовольняє рівність
{\displaystyle \left(f_{1}\Box \cdots \Box f_{m}\right)^{*}=f_{1}^{*}+\cdots +f_{m}^{*}.}
Інфімальна конволюція двох функцій має геометричну інтерпретацію — (строгий) надграфік інфімальної конволюції двох функцій дорівнює сумі Мінковського (строгих) надграфіків цих функцій.

### Максимізувальний аргумент
Якщо функція {\displaystyle f} диференційовна, то її похідна є максимізувальним аргументом при обчисленні опуклого спряження:
{\displaystyle f^{\prime }(x)=x^{*}(x):=\arg \sup _{x^{*}}{\langle x,x^{*}\rangle }-f^{*}(x^{*})} і
{\displaystyle f^{{*}\prime }(x^{*})=x(x^{*}):=\arg \sup _{x}{\langle x,x^{*}\rangle }-f(x);}
звідки
{\displaystyle x=\nabla f^{*}(\nabla f(x)),}
{\displaystyle x^{*}=\nabla f(\nabla f^{*}(x^{*})),}
і більш того,
{\displaystyle f^{\prime \prime }(x)\cdot f^{{*}\prime \prime }(x^{*}(x))=1,}
{\displaystyle f^{{*}\prime \prime }(x^{*})\cdot f^{\prime \prime }(x(x^{*}))=1.}

### Масштабувальні властивості
Якщо для деякого {\displaystyle \gamma >0}{\displaystyle \,g(x)=\alpha +\beta x+\gamma \cdot f(\lambda x+\delta )}, то
{\displaystyle g^{*}(x^{*})=-\alpha -\delta {\frac {x^{*}-\beta }{\lambda }}+\gamma \cdot f^{*}\left({\frac {x^{*}-\beta }{\lambda \gamma }}\right).}
У разі додаткового параметра (скажімо, {\displaystyle \alpha }), більш того,
{\displaystyle f_{\alpha }(x)=-f_{\alpha }({\tilde {x}}),}
де {\displaystyle {\tilde {x}}} вибирається максимізувальним аргументом.

### Поведінка за лінійних перетворень
Нехай A — обмежений лінійний оператор з X у Y. Для будь-якої опуклої функції f на X маємо
{\displaystyle \left(Af\right)^{*}=f^{*}A^{*}}
де
{\displaystyle (Af)(y)=\inf\{f(x):x\in X,Ax=y\}}
є прообразом f для A, а A* — спряженим оператором для A.
Замкнута опукла функція f симетрична для заданої множини G ортогональних лінійних перетворень
{\displaystyle f\left(Ax\right)=f(x),\;\forall x,\;\forall A\in G}
тоді й лише тоді, коли опукле спряження f* симетричне для G.

## Таблиця деяких опуклих спряжень
У таблиці наведено перетворення Лежандра для багатьох поширених функцій, а також для декількох корисних властивостей.
| {\displaystyle g(x)}                                              | {\displaystyle \operatorname {dom} (g)} | {\displaystyle g^{*}(x^{*})} | {\displaystyle \operatorname {dom} (g^{*})} |
| ----------------------------------------------------------------- | --------------------------------------- | --- | ------------------------------------------- |
| {\displaystyle f(ax)} (где {\displaystyle a\neq 0})               | {\displaystyle X}                       | {\displaystyle f^{*}\left({\frac {x^{*}}{a}}\right)} | {\displaystyle X^{*}}                       |
| {\displaystyle f(x+b)}                                            | {\displaystyle X}                       | {\displaystyle f^{*}(x^{*})-\langle b,x^{*}\rangle } | {\displaystyle X^{*}}                       |
| {\displaystyle af(x)} (где {\displaystyle a>0})                   | {\displaystyle X}                       | {\displaystyle af^{*}\left({\frac {x^{*}}{a}}\right)} | {\displaystyle X^{*}}                       |
| {\displaystyle \alpha +\beta x+\gamma \cdot f(\lambda x+\delta )} | {\displaystyle X}                       | {\displaystyle -\alpha -\delta {\frac {x^{*}-\beta }{\lambda }}+\gamma \cdot f^{*}\left({\frac {x^{*}-\beta }{\gamma \lambda }}\right)\quad (\gamma >0)} | {\displaystyle X^{*}}                       |
| {\displaystyle {\frac {\|x\|^{p}}{p}}} (где {\displaystyle p>1})  | {\displaystyle \mathbb {R} }            | {\displaystyle {\frac {\|x^{*}\|^{q}}{q}}} (где {\displaystyle {\frac {1}{p}}+{\frac {1}{q}}=1})                                                         | {\displaystyle \mathbb {R} }                |
| {\displaystyle {\frac {-x^{p}}{p}}} (где {\displaystyle 0<p<1})   | {\displaystyle \mathbb {R} _{+}}        | {\displaystyle {\frac {-(-x^{*})^{q}}{q}}} (где {\displaystyle {\frac {1}{p}}+{\frac {1}{q}}=1})                                                         | {\displaystyle \mathbb {R} _{-}}            |
| {\displaystyle {\sqrt {1+x^{2}}}}                                 | {\displaystyle \mathbb {R} }            | {\displaystyle -{\sqrt {1-(x^{*})^{2}}}} | {\displaystyle [-1,1]}                      |
| {\displaystyle -\log(x)}                                          | {\displaystyle \mathbb {R} _{++}}       | {\displaystyle -(1+\log(-x^{*}))} | {\displaystyle \mathbb {R} _{--}}           |
| {\displaystyle e^{x}}                                             | {\displaystyle \mathbb {R} }            | {\displaystyle {\begin{cases}x^{*}\log(x^{*})-x^{*}&{\text{if }}x^{*}>0\\0&{\text{if }}x^{*}=0\end{cases}}}                                              | {\displaystyle \mathbb {R} _{+}}            |
| {\displaystyle \log \left(1+e^{x}\right)}                         | {\displaystyle \mathbb {R} }            | {\displaystyle {\begin{cases}x^{*}\log(x^{*})+(1-x^{*})\log(1-x^{*})&{\text{if }}0<x^{*}<1\\0&{\text{if }}x^{*}=0,1\end{cases}}}                         | {\displaystyle [0,1]}                       |
| {\displaystyle -\log \left(1-e^{x}\right)}                        | {\displaystyle \mathbb {R} }            | {\displaystyle {\begin{cases}x^{*}\log(x^{*})-(1+x^{*})\log(1+x^{*})&{\text{if }}x^{*}>0\\0&{\text{if }}x^{*}=0\end{cases}}}                             | {\displaystyle \mathbb {R} _{+}}            |